# 48 (szám)
A 48 (negyvennyolc) a 47 és 49 között található természetes szám.

## A szám a matematikában
A tízes számrendszerbeli 48-as a kettes számrendszerben 110000, a nyolcas számrendszerben 58, a tizenhatos számrendszerben 30 alakban írható fel.
A 48 páros szám, összetett szám. Kanonikus alakja 24 · 3, normálalakban a 4,8 · 101 szorzattal írható fel. Tíz osztója van a természetes számok halmazán, ezek növekvő sorrendben: 1, 2, 3, 4, 6, 8, 12, 16, 24 és 48.
A 6 dupla faktoriálisa (6!!). Féltökéletes szám. Tizenhétszögszám. Ikozaéderszám.
Erősen összetett szám: több osztója van, mint bármely nála kisebb számnak. Az első olyan szám, amelynek pontosan 10 osztója van. Szuperbővelkedő szám. A 75-tel kvázibarátságos számpárt alkot. Erősen tóciens szám: bármely nála kisebb számnál többször, 11-szer szerepel a φ(x) függvényértékek között (65, 104, 105, 112, 130, 140, 144, 156, 168, 180 és 210).
Egyetlen szám valódiosztó-összegeként áll elő, ez a 47²=2209.
Tízes számrendszerben Harshad-szám.

## A tudományban
- A periódusos rendszer 48. eleme a kadmium.

## Burkolt jelentések
- A szkinhedek és újfasiszták kedvelt száma. A 4-es az S-t, a 8-as a H-t jelöli (48 = S.H.). Ez a két betű pedig az egykori náci köszöntésre utal („Sieg Heil!” =  „Szent győzelem!”). A 4-es szám megjelenik az SS-jelvényeken, mint az S stilizált alakja, a 8-as pedig a német ábécé nyolcadik betűjére, azaz a H-ra utal. A 48-as szám gyakran megjelenik a neonáci tetoválásokon.